# Estadio Presidente Perón
Das Estadio Presidente Perón ist das vereinseigene Fußballstadion des argentinischen Fußballclubs Racing Club aus Avellaneda, dem Hauptort des Verwaltungsgebietes Avellaneda in der Provinz Buenos Aires. Neben dem offiziellen Namen wird die Sportstätte wegen der Form auch El Cilindro (deutsch Der Zylinder) oder El Coliseo (deutsch Das Kolosseum) genannt. Die Anlage liegt nur wenige hundert Meter vom Estadio Libertadores de América entfernt, wo der CA Independiente spielt.

## Geschichte
Das Stadion wurde am 3. September 1950 mit dem Spiel Racing Club Avellaneda gegen Vélez Sársfield (1:0) eröffnet. Zu dieser Zeit fasste die Arena 100.000 Zuschauer. Ein Jahr später wurden die ersten Panamerikanischen Spiele 1951 vom argentinischen Präsidenten und Namensgeber Juan Perón sowie seiner Frau Eva Perón eröffnet.
Anlässlich der Einweihung der Flutlichtanlage trafen 1966 der Racing Club und der FC Bayern München (3:2) in einem Freundschaftsspiel aufeinander. 1967 besiegte Racing Club Avellaneda im Finale der Copa Libertadores Nacional Montevideo aus Uruguay. Damit spielte man im gleichen Jahr im Weltpokal-Finale gegen Celtic Glasgow aus Schottland und siegte in drei Spielen. Beim letzten Spiel sollen 115.000 Zuschauer im Stadion gewesen sein. Der Racing Club erreichte 1988 das erste Finale der Supercopa Sudamericana gegen die brasilianische Mannschaft Cruzeiro Belo Horizonte und gewann den Pokal nach Hin- und Rückspiel.
1995 begann man mit der Überdachung des Stadions. Das transparente Dach überspannt die kompletten Zuschauerränge. Dazu wurde die Flutlichtanlage erneuert. Das Estadio Presidente Perón ist das erste vollüberdachte Stadion in Argentinien. Diese Arbeiten wurden 1997 abgeschlossen. Das Spielfeld ist mit 105 × 78 Meter eines der größten in Argentinien. 2002 bekam das Stadion innen wie außen eine Videoüberwachungsanlage. Durch einige Renovierungen sowie Sicherheitsauflagen des argentinischen Verbandes Asociación del Fútbol Argentino sank die Kapazität auf 64.161 Plätze. Als erstes Stadion in Argentinien wurde 2004 die Umzäunung vor den Tribünen entfernt.
Arsenal de Sarandí erreichte 2007 das Finale der Copa Sudamericana gegen Club América aus Mexiko. Das Rückspiel fand im größeren Estadio Presidente Perón statt, da Arsenals Stadion nur rund 16.000 Zuschauer fasst. Ein Jahr später zog Arsenal erneut zum Stadtnachbarn um, weil man das Finale der Recopa Sudamericana gegen Boca Juniors spielte. Heute ist die Spielstätte für 51.389 Zuschauer zugelassen.

## Galerie

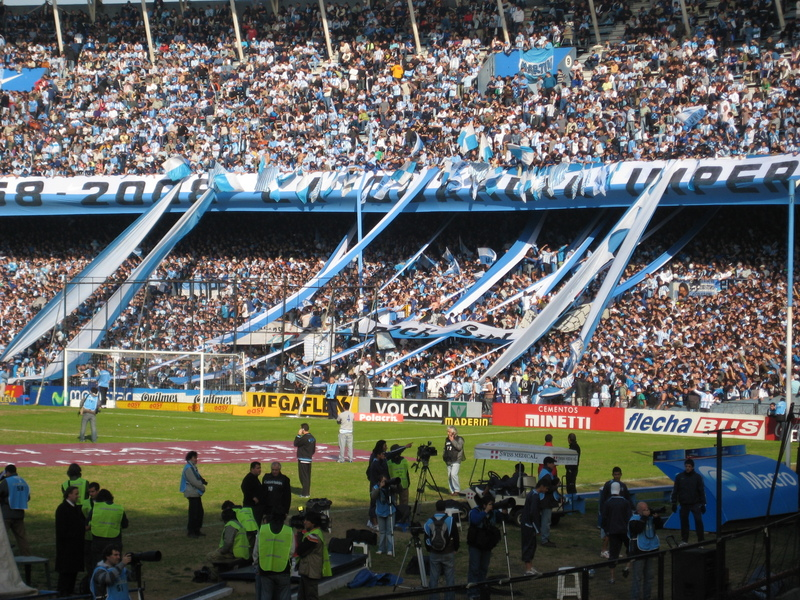
Team-Fans
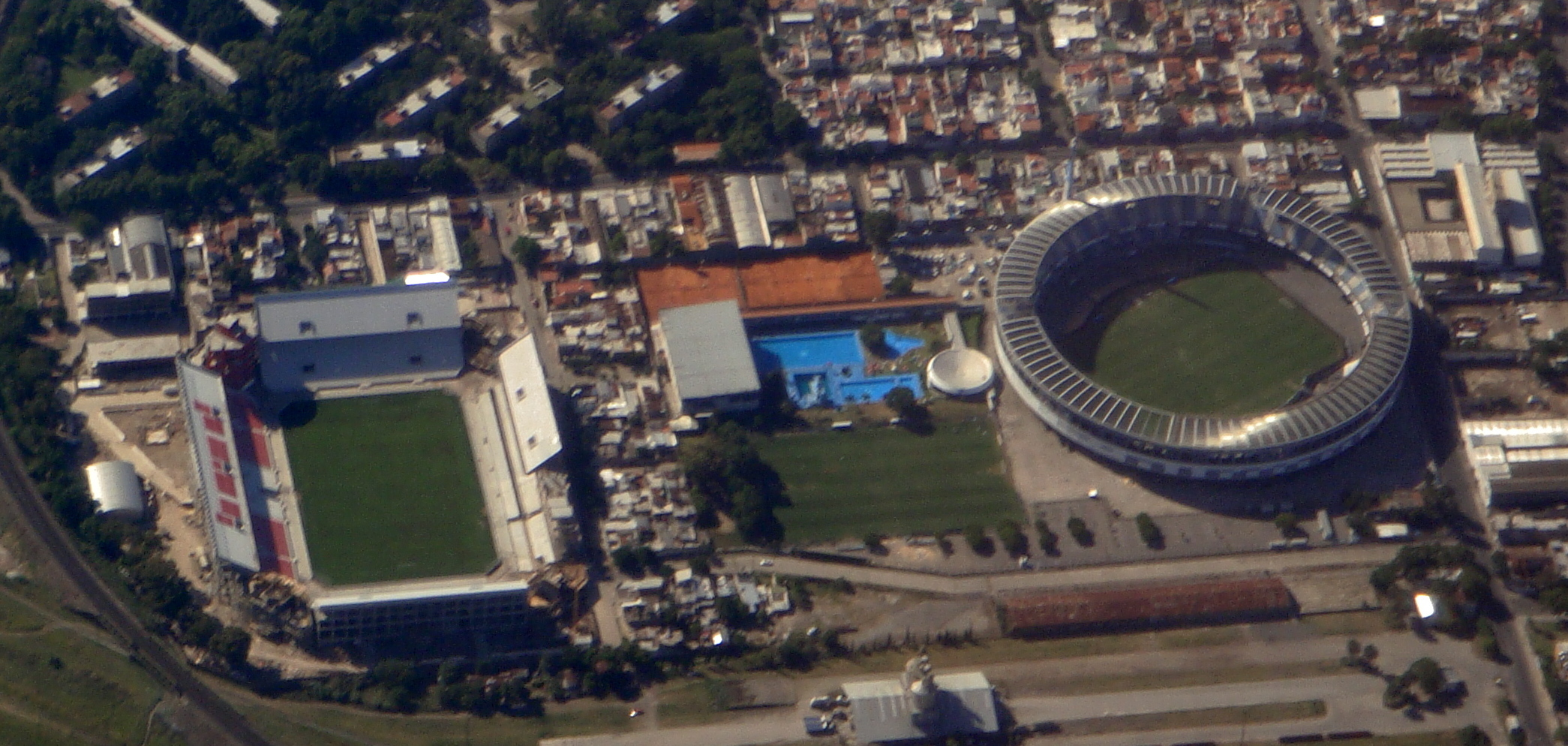
Das Estadio Presidente Perón steht nur etwa 300 Meter vom Estadio Libertadores de América vom Rivalen CA Independiente entfernt (2009)
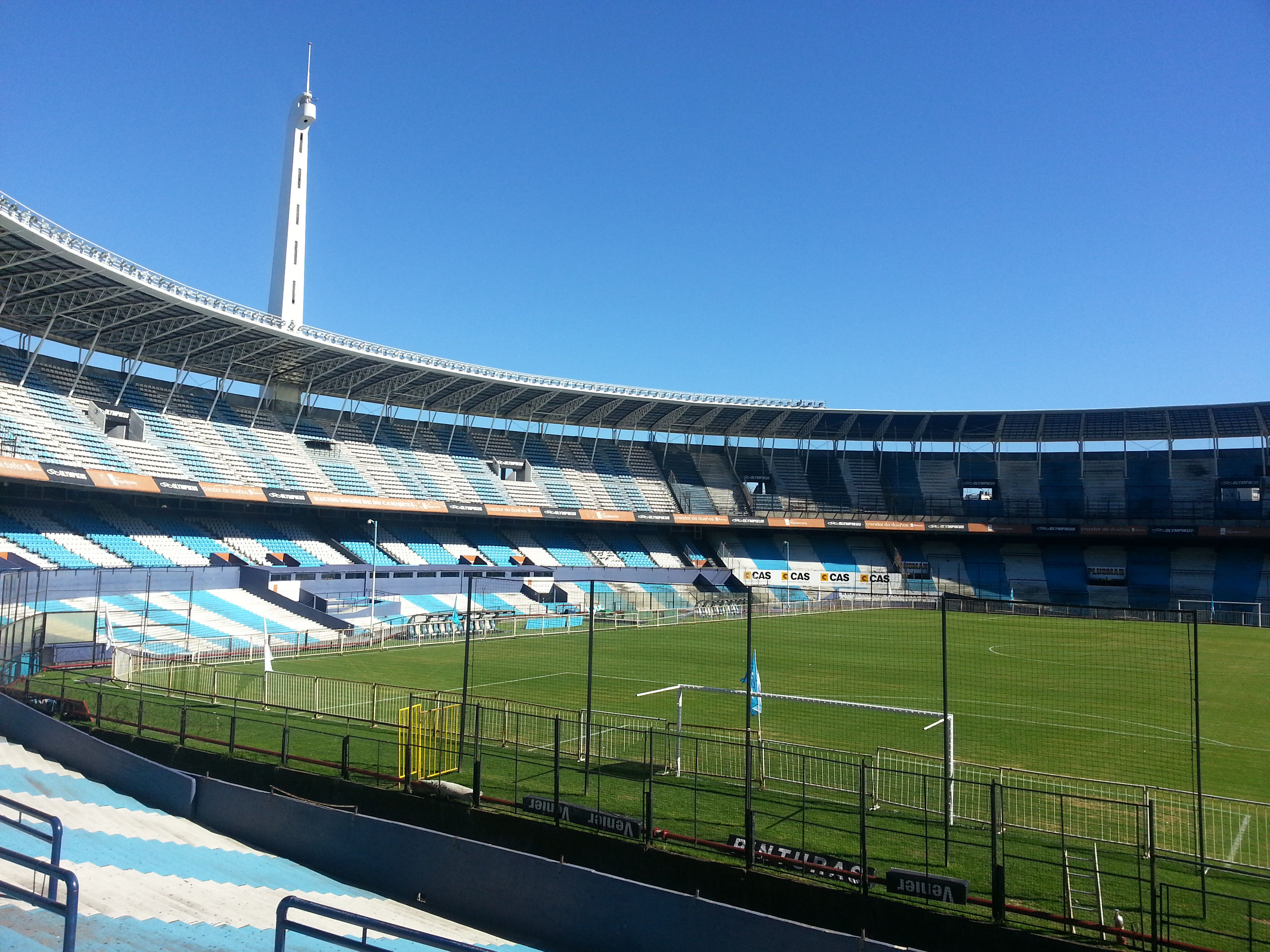
Blick in das Stadion (2013)